# Bothrogonia ardalahua
Bothrogonia ardalahua är en insektsart som beskrevs av Young 1986. Bothrogonia ardalahua ingår i släktet Bothrogonia och familjen dvärgstritar. Inga underarter finns listade i Catalogue of Life.